# Вера (скульптура Донателло)

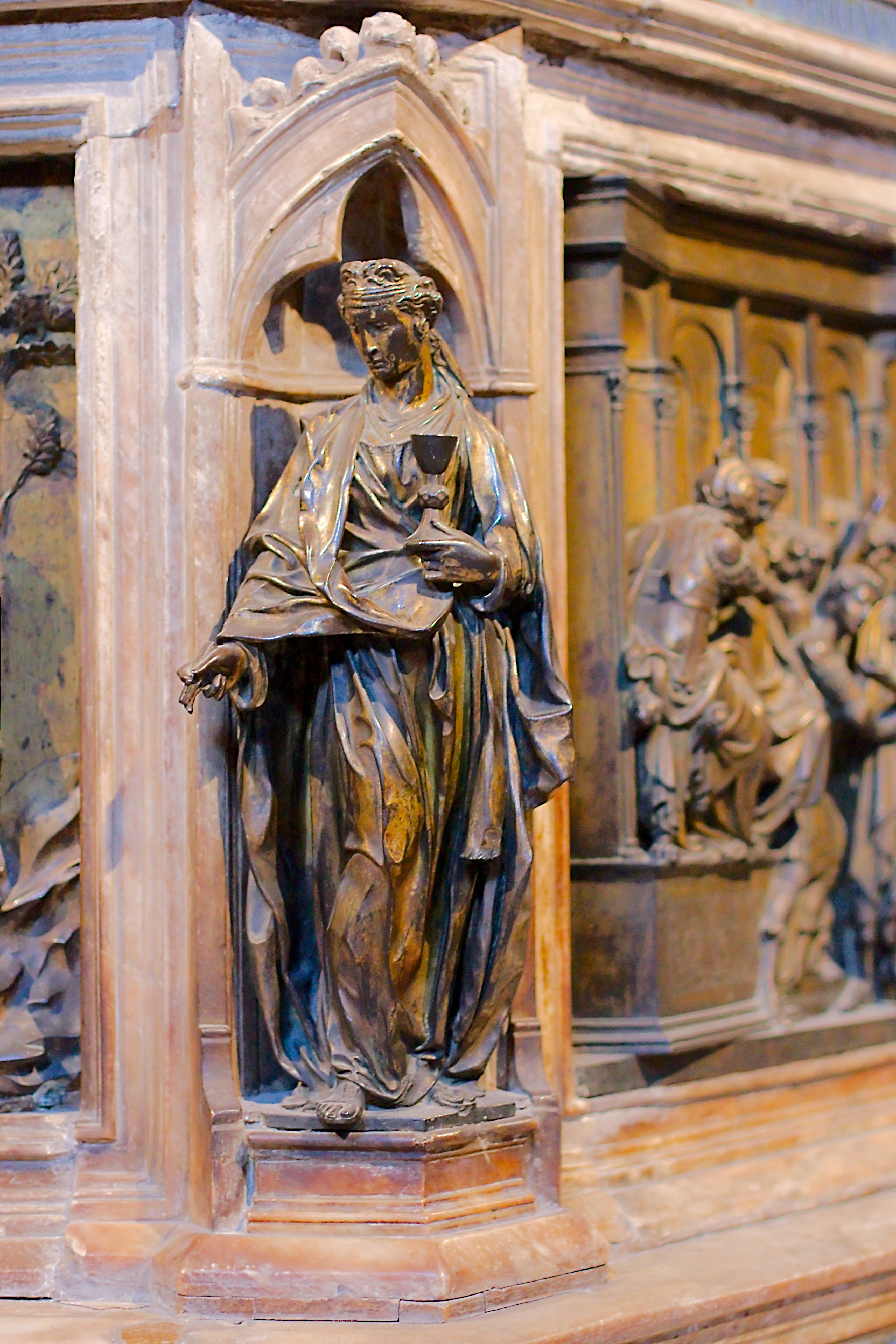

«Вера» — скульптура Донателло из позолоченной бронзы высотой 52 см. Является частью убранства католической церкви Сан-Джованни в городе Сиена, Италия.
Две скульптуры — Вера и Надежда были заказаны в 1427 году, а завершены в 1429 году. Скульптору Донателло помогали Джованни ди Турино и Горо ди Сер Нероччио.
Вера изображена как женщина, выходящая из скинии, закутанная в тяжёлую мантию, держащая в левой руке чашу, которая символизирует прощение грехов.